# Clidemia japurensis
Clidemia japurensis är en tvåhjärtbladig växtart som beskrevs av Dc.. Clidemia japurensis ingår i släktet Clidemia och familjen Melastomataceae. Utöver nominatformen finns också underarten C. j. heterobasis.